# Scytalopus rodriguezi
El churrín del alto Magdalena (Scytalopus rodriguezi), también denominado tapaculo del Magdalena o churrín del Magdalena, es una especie de ave paseriforme perteneciente al numeroso género Scytalopus de la familia Rhinocryptidae. Es endémica de Colombia. Fue descrita como nueva especie para la ciencia en 2005.

## Distribución y hábitat
La subespecie nominal se encuentra en el alto valle del Magdalena, en tan sólo dos localidades de la vertiente oriental de la Cordillera Central y la subespecie yariguiorum en la Serranía de los Yariguíes, en Santander, norte de Colombia.
Es bastante común pero local en el sotobosque y en los bordes de selvas montanas húmedas entre 2000 y 2300 m s. n. m. de altitud.

## Estado de conservación
La recientemente descrita especie ha sido calificada como “amenazada de extinción” por la IUCN debido a su pequeña población total, estimada en 2500 a 10 000 individuos y su muy pequeña área de distribución que no cubre más que 170 km², severamente fragmentada en las dos localidades. Se estima que tanto la población como el área se encuentran en decadencia debido a la continua destrucción de su hábitat.

## Taxonomía
Se sospechó la existencia de esta especie por primera vez en 1986, cuando se hizo una grabación del canto de este pájaro, pero la inestabilidad política en la región impidió una visita de regreso hasta 2002 y 2003, cuando la existencia de la especie fue confirmada y finalmente descrita en 2005. La localidad tipo es «Reserva Natural Finca Merenberg, 2200 m, San Agustín, Huila, Colombia». El nombre científico de la especie honra a José Vicente Rodríguez Mahecha, un conservacionista colombiano.
Con la descripción de la subespecie yariguiorum, cuya localidad tipo está a cerca de 580 km al sur de la localidad tipo de la nominal, se propone que el nombre común de la especie (en inglés) deje de ser el restringido tapaculo del Alto Magdalena para el más amplio tapaculo del Magdalena, lo que fue corroborado por la Propuesta N° 614 al South American Classification Committee (SACC).